# Aldeavieja de Tormes
Aldeavieja de Tormes település Spanyolországban, Salamanca tartományban. Aldeavieja de Tormes Guijuelo, Pizarral, Salvatierra de Tormes és Cespedosa de Tormes községekkel határos. Lakosainak száma 99 fő (2024).

## Népesség
A település népessége az elmúlt években az alábbi módon változott:
| Lakosok száma | 140  | 131  | 118  | 114  | 105  | 101  | 103  | 104  | 104  | 99   |
|               | 2001 | 2004 | 2007 | 2009 | 2012 | 2014 | 2017 | 2019 | 2022 | 2024 |